# Historisch centrum van Macau
Het Historische centrum van Macau staat sinds 2005 op de werelderfgoedlijst van UNESCO. De reden hiervoor is dat het een unieke combinatie van historische gebouwen omvat met Chinese en Portugese architectuur die voortkomt uit een van de eerste en langstdurende handelsbetrekkingen tussen China en het Westen. Macau was van 1557 tot 1999 een Portugese kolonie en handelsknooppunt, genaamd Portugees Macau. Sinds 20 december 1999 is Macau een Speciale bestuurlijke regio van de Volksrepubliek China. Het historisch centrum ligt op het schiereiland Macau dat het noordelijke deel van de Macau vormt.

## Bezienswaardigheden
Enkele bezienswaardigheden zijn:
- De Ruínas de São Paulo: (Sint-Pauluskathedraal) waarvan alleen de voorgevel nog overeind staat. Deze werd gebouwd in de periode 1582 - 1602 door Jezuïeten en was destijds een van de grootste kerken in Azië. Het gebouw werd verwoest in 1835 tijdens een tyfoon.
- Het Largo do Senado: Dit plein van ongeveer 3.700 m² werd in de jaren negentig bestraat met Portugees straatmozaïek en is vanaf dat moment alleen nog toegankelijk voor voetgangers. Aan het plein staan een aantal bekende gebouwen, zoals het Santa Casa da Misericórdia uit 1569, het hoofdpostkantoor uit 1929 en het voormalig parlementsgebouw uit 1784. Sinds 2005 staat het plein afgebeeld op de biljetten van 100 pataca.
- De A-Matempel, een taoïstische tempel uit 1488 en het oudste gebouw van Macau.
- Casa do Mandarim, het grootste huis van Macau (4.000 m²) gebouwd in 1896 voor een prominente handelaarsfamilie. In dit huis schreef Zheng Guanying zijn belangrijkste werk.
- De Pagode Sam Cai Vui Cun een Taoïstische tempel die lange tijd ook als vergadercentrum voor handelaren werd gebruikt.
- De stadsmuren, zijn uniek omdat ze opgebouwd zijn uit zand, klei, stro, rotsen en oesterschelpen. Van de muren is slechts een klein deel overgebleven.
- Het Theater Dom Pedro V, een neoclassicistisch theater uit 1860 gebouwd ter ere van Koning Peter V van Portugal. De gevel stamt uit 1873.
- De Moorse barakken, uit 1874 zijn een voorbeeld van Mogol-architectuur.
- Het Guiafort, een fort op een heuvel boven de oude stad met binnen de muren een kapel en een vuurtoren.

## Afbeeldingen

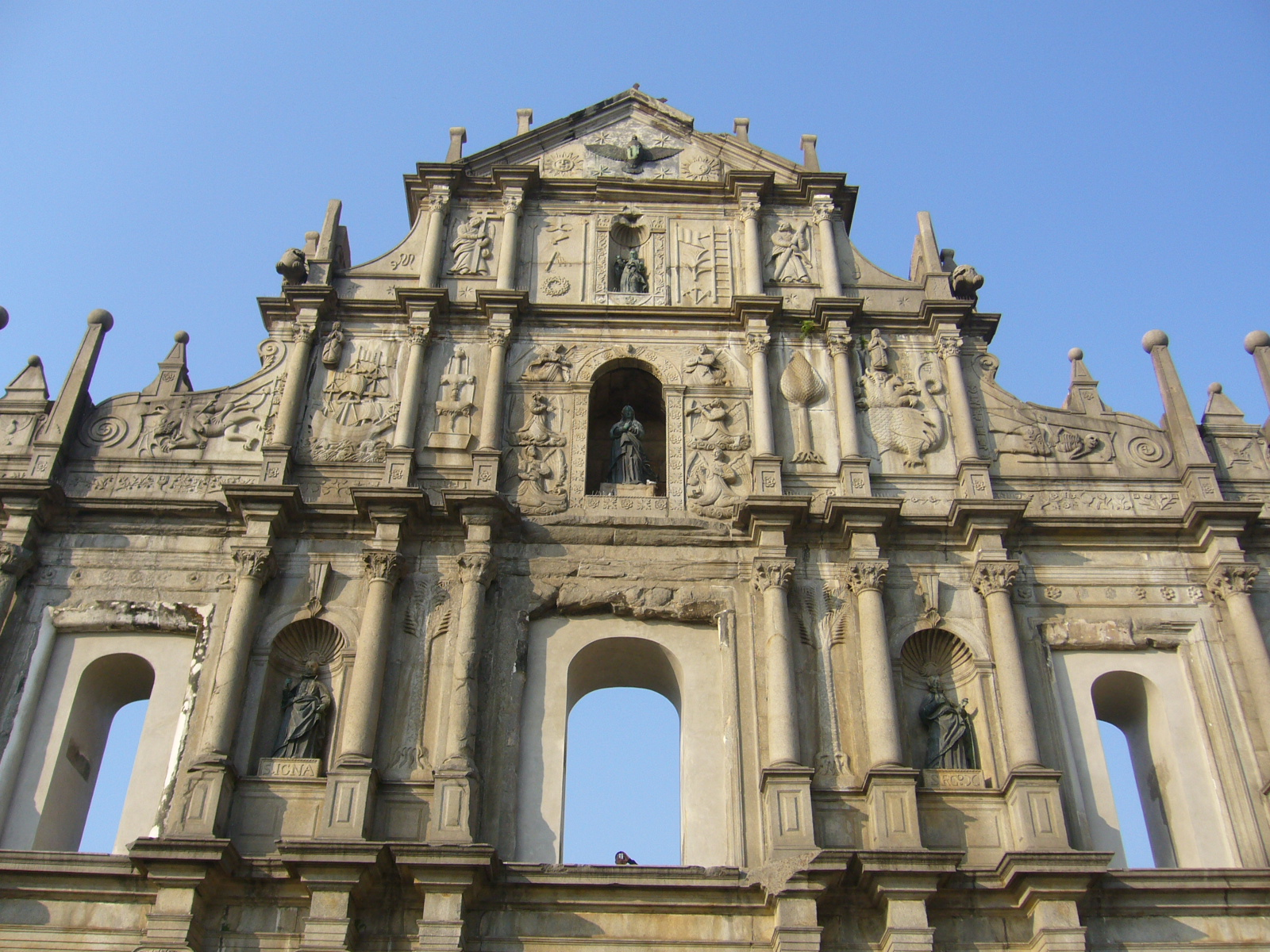
Ruínas de São Paulo
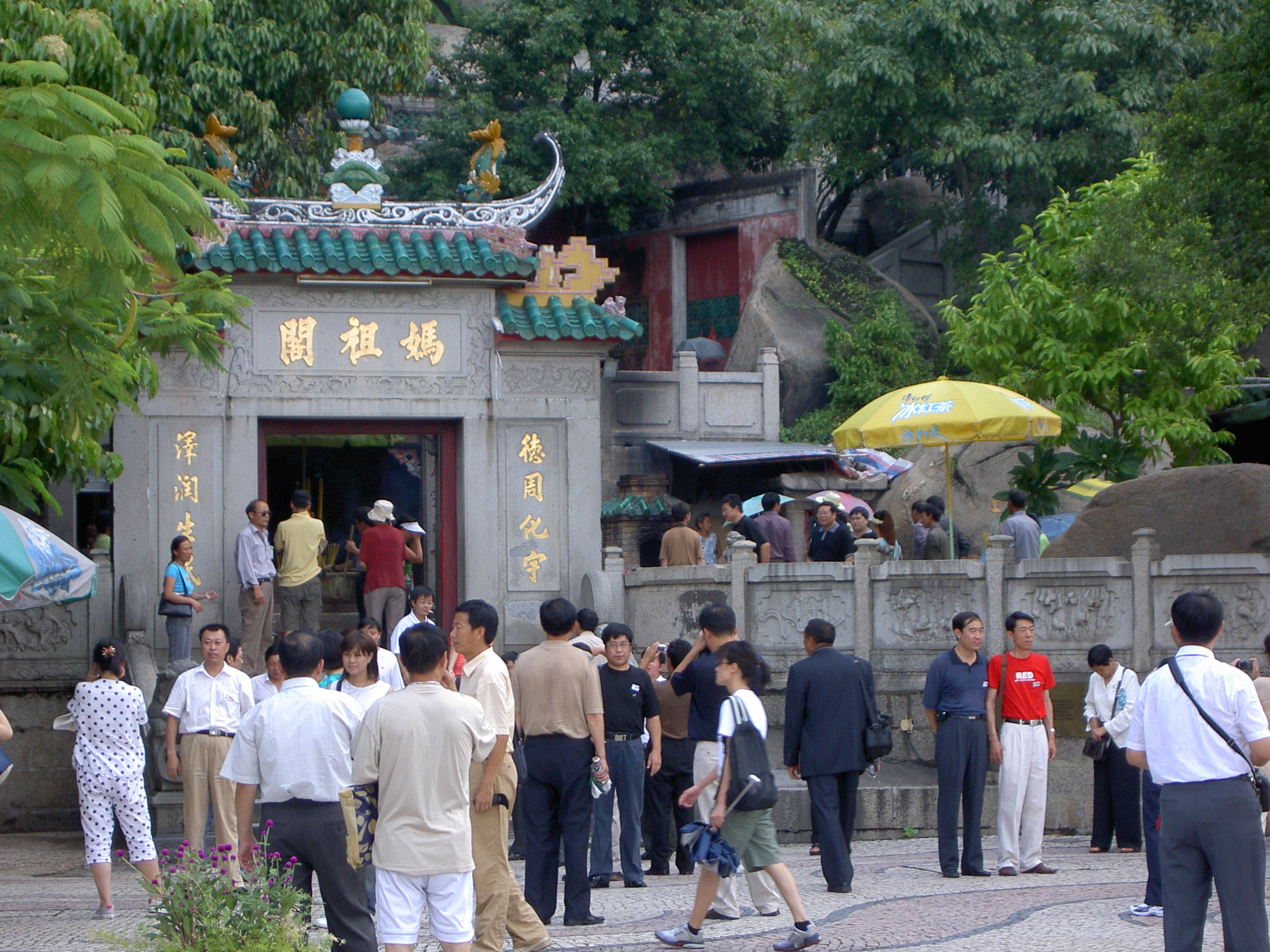
De A-Matempel
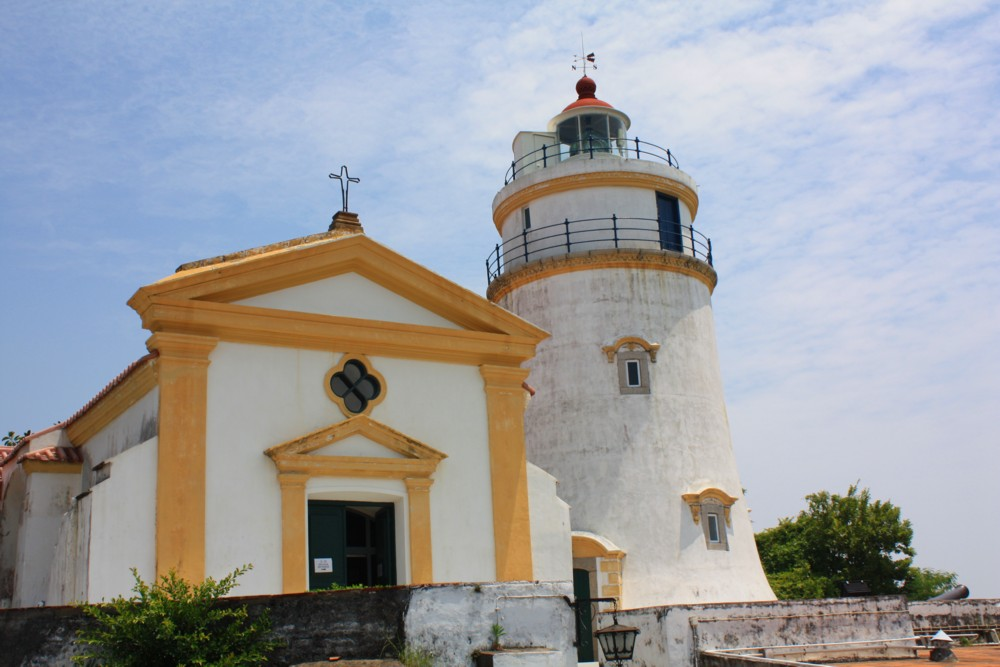
Het Guiafort met de kapel en de vuurtoren
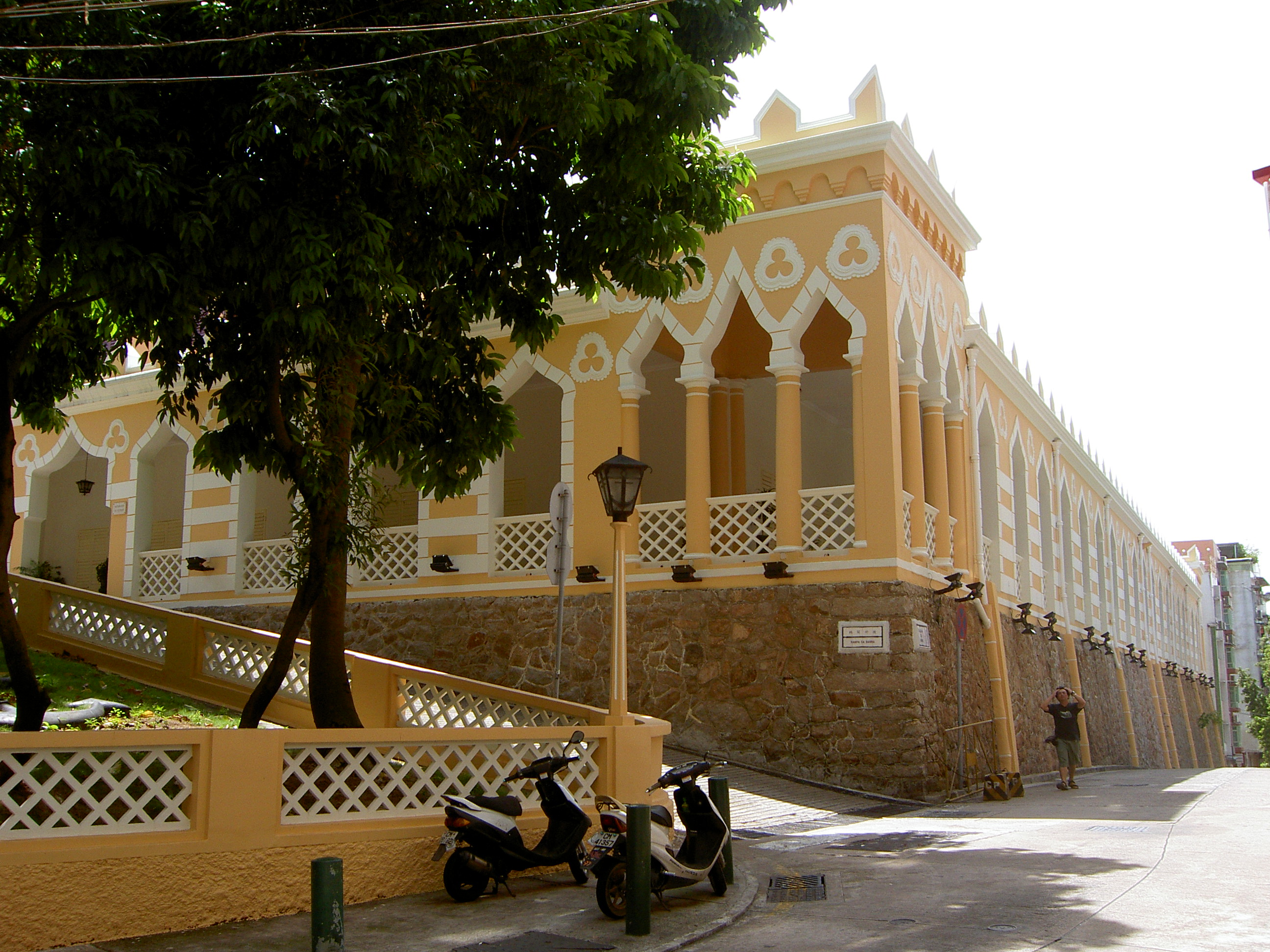
De Moorse barakken
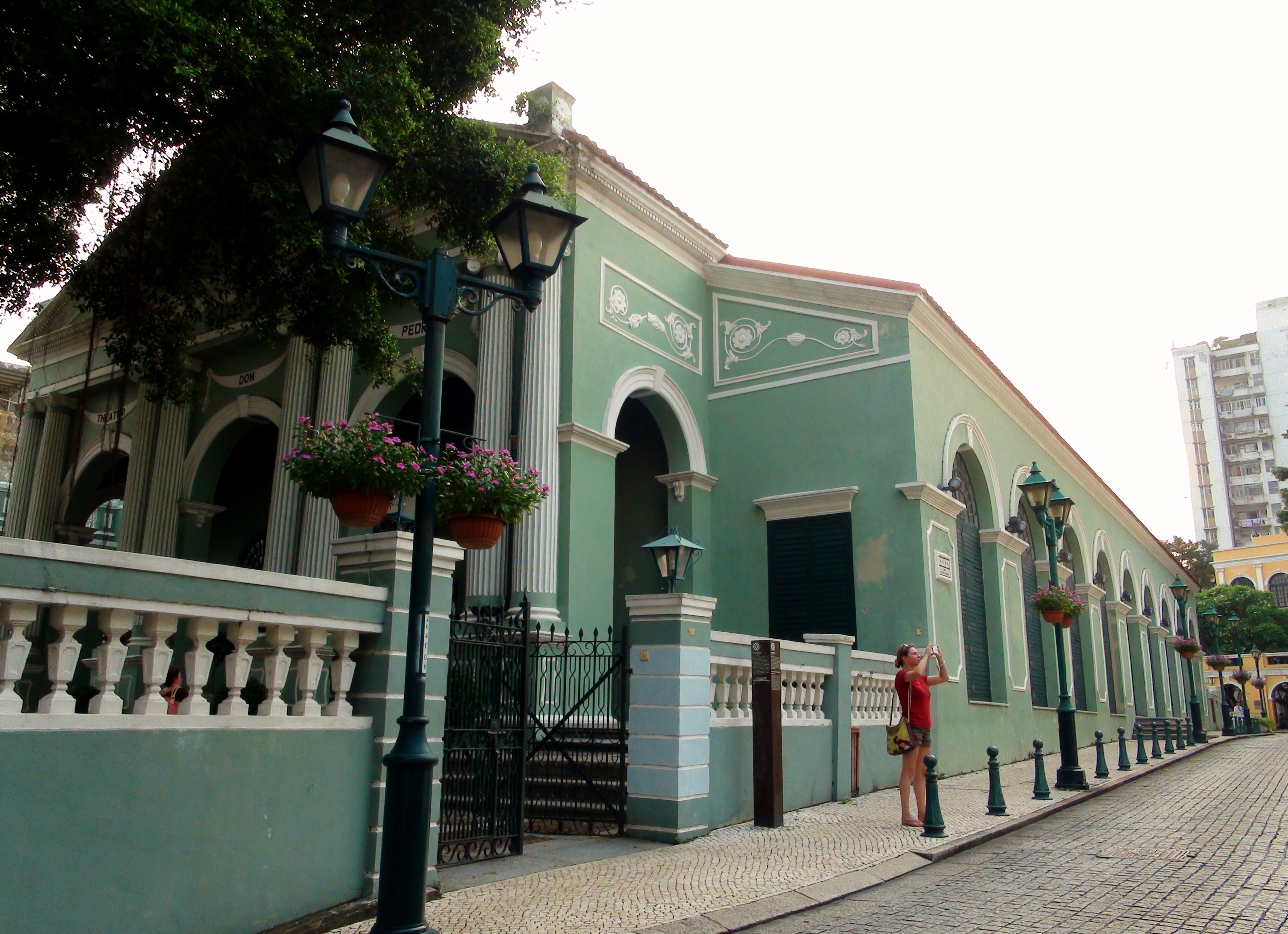
Theater Dom Pedro V
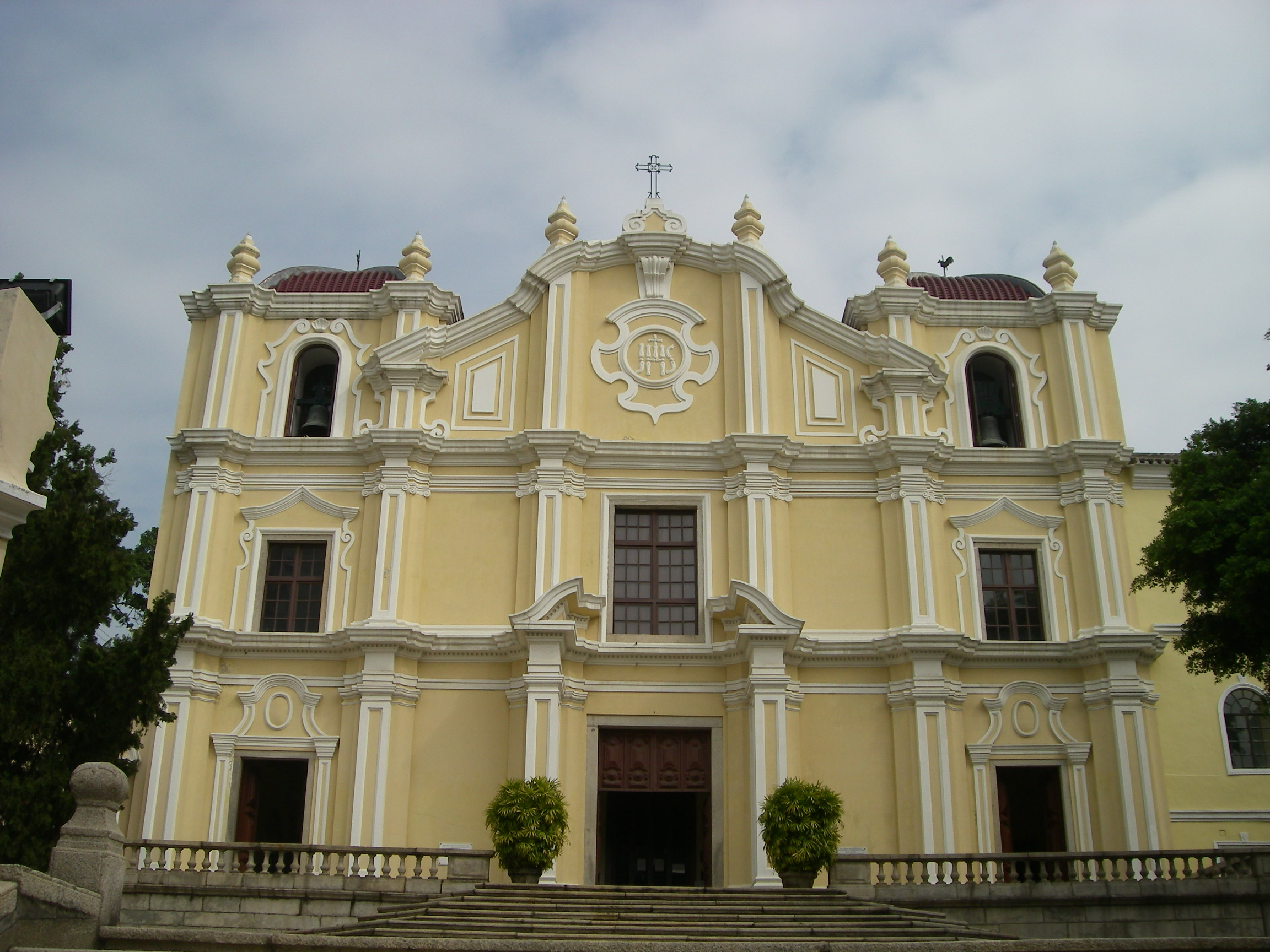
Sint Josefskerk